# Systenita
Systenita is een geslacht van spinnen uit de familie trilspinnen (Pholcidae).

## Soorten
Het geslacht kent de volgende soort:
- Systenita prasina Simon, 1893